# Escuela Técnica Superior de Ingenierías Informática y de Telecomunicación de la Universidad de Granada

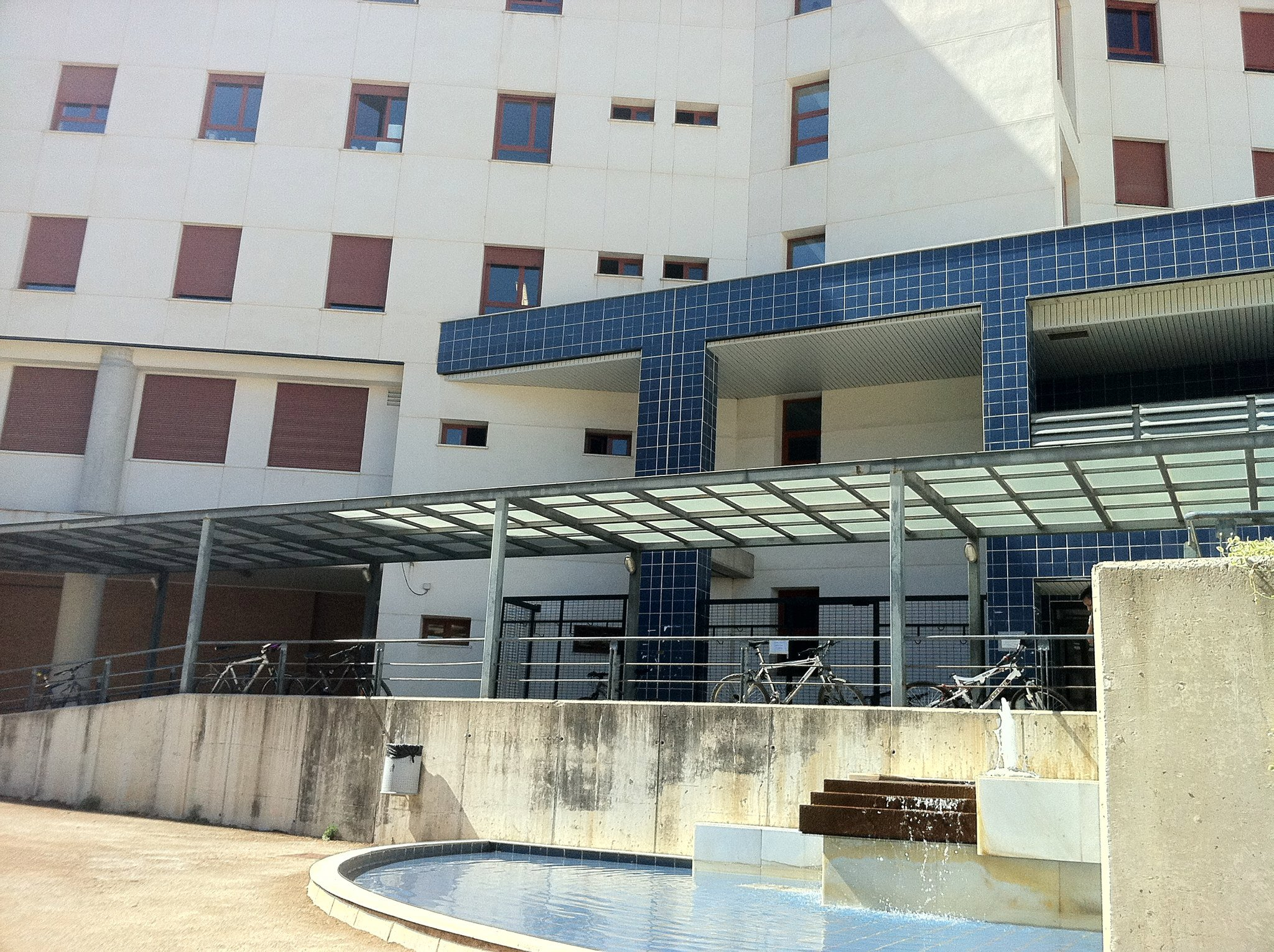
Vista del Edificio Principal desde el Patio Exterior de la Escuela.

La Escuela Técnica Superior de Ingenierías Informática y de Telecomunicación (ETSIIT) de Granada es un centro universitario perteneciente a la Universidad de Granada, dedicado a la docencia e investigación de los estudios relacionados con la informática, las ciencias de la computación y las telecomunicaciones.
En los últimos años se sitúa entre las cincuenta mejores escuelas a nivel mundial en la materia Ciencias de la Computación, concretamente, durante el año 2017 se situó en la posición 33 de acuerdo al ranking de Shanghái. 

Se ubica en el Campus Universitario de Aynadamar, junto a la Facultad de Bellas Artes y al Centro de Investigación en Tecnologías de la Información y la comunicación de la UGR (CITIC-UGR).

## Docencia
Actualmente en la Escuela Técnica Superior de Ingenierías Informática y de Telecomunicación de la Universidad de Granada se imparten los siguientes estudios universitarios oficiales:
- Grado en Ingeniería Informática
- Grado en Ingeniería de Tecnologías de Telecomunicación
- Doble Grado en Ingeniería Informática y Matemáticas
- Doble Grado en Ingeniería Informática y Administración y Dirección de Empresas
- Máster Universitario en Ingeniería Informática
- Máster Universitario en Ingeniería de Telecomunicación
- Máster Universitario en Formación del Profesorado de ESO y Bachillerato (especialidad en tecnología, informática y procesos industriales)

## Reseña histórica
La Universidad de Granada comenzó a impartir la titulación de Ingeniería Informática por primera vez en 1986 en la Facultad de Ciencias. Posteriormente, en 1993, se le otorgó a dicha titulación una sede propia en el mismo campus de dicha facultad. En 2002, el gran crecimiento en el número de alumnos y profesores, lleva a la UGR a tomar la decisión de trasladar la titulación a una nueva sede situada en la Calle Periodista Daniel Saucedo Aranda, junto a la Facultad de Bellas Artes. Justo un curso académico más tarde (2003-2004) comenzó a impartirse en la misma facultad la titulación de Ingeniería de Telecomunicación.
En el curso 2011-2012 se empieza a ofrecer el Doble Grado en Ingeniería Informática y Matemáticas, el cual se imparte conjuntamente entre la ETSIIT y la Facultad de Ciencias.
Actualmente, la Universidad de Granada también imparte la titulación de Ingeniería Informática en su sede en Ceuta.

## Instalaciones y servicios

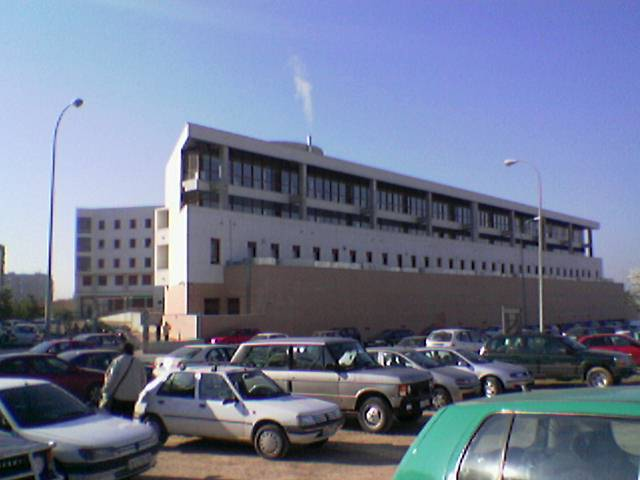
Vista trasera del Edificio de la ETSIIT.

La ETSIIT es uno de los centros de más reciente construcción de la Universidad. La escuela está dividida en dos edificios comunicados entre sí de 5 plantas más un semisótano. En el primer edificio se encuentran los Servicios principales como los Servicios Administrativos, el Comedor Universitario, la Cafetería, la Biblioteca, los despachos docentes, el Salón de Actos y el servicio de Reprografía y fotocopias. El segundo edificio alberga todas las aulas docentes para las clases magistrales, así como los laboratorios con materiales informáticos, electrónicos y físicos para la realización de las clases prácticas.
Ambos edificios están comunicados por un patio exterior que cuenta con plazas de aparcamiento para vehículos, motos y aparcamiento privado para bicicletas.

## Departamentos Docentes
La Escuela Técnica Superior de Ingenierías Informática y de Telecomunicación es la sede principal de los departamentos docentes de la Universidad de Granada relacionados con la informática, las ciencias de la computación, la telemática y las telecomunicaciones. Concretamente, tienen su sede en la Escuela los siguientes departamentos:
- Arquitectura y Tecnología de Computadores, su página web: ATC
- Ciencias de la Computación e Inteligencia Artificial, su página web: DECSAI
- Lenguajes y Sistemas Informáticos, su página web: LSI
- Teoría de la Señal, Telemática y Comunicaciones, su página web: TSTC

Además, hay diversos departamentos que cuenta con Docencia en la ETSIIT aunque tengan su sede principal en otros centros de la UGR: Álgebra, Análisis matemático, Derecho Civil, Economía Financiera y Contabilidad, Electrónica y Tecnología de Computadores, Estadística e Investigación Operativa, Filología Inglesa, Física Aplicada, Matemática Aplicada, Óptica y Organización de Empresas.

## Delegación de centro (DEIIT)
La Delegación de Estudiantes de la Escuela Técnica Superior de Ingenierías Informática y de Telecomunicación es el máximo órgano de participación, deliberación, información, asesoramiento y consulta de los estudiantes matriculados en las titulaciones de dicho Centro. Está compuesta por representantes de los estudiantes de la ETSIIT, y de entre ellos se elige a un Delegado de Centro que es el representante oficial de los Estudiantes del Centro en cuantas actividades y representaciones institucionales requieran la participación de los estudiantes y estos han sido:
- Juan José Díaz Pérez (mayo 2022 - actualidad)
- Alejandro Manzanares Lemus (noviembre de 2020 - mayo 2022)
- Antonio David Villegas Yeguas (septiembre de 2020 - noviembre de 2020)
- Guillermo Sandoval Schmidt (2018-2020)
- Salvador Robles Pérez (2015-2018)
- Michaëlle López Eudaric (2013-2015)
- Alén Blanco Domínguez (2012-2013)
- Juan Traverso Viagas (2009-2012)

## Profesores en la ETSIIT
- Alberto Prieto Espinosa
- Amparo Vila
- Francisco Herrera Triguero
- José Luis Verdegay Galdeano